# Алфавитный список категорий и должностей РККФ

Алфавитный список категорий и должностей РККФ — список, по алфавиту, категорий и должностей РККФ ВС СССР.
В период с 1924 года по 1935 год в РККФ не было званий. Существовали должности, затем к ним прибавились определённые категории.

## Должности РККФ 1924–1935
Б
- Боцман

Г
- Главнокомандующий флотом республики
- Главный боцман

З
- Заместитель командира боевого поста

К
- Командир боевой части
- Командир бригады кораблей
- Командир группы
- Командир дивизиона кораблей
- Командир корабля
- Командир корабля 1 ранга
- Командир корабля 2 ранга
- Командир корабля 3 ранга
- Командир корабля 4 ранга
- Командир отделения
- Командующий флотилией
- Командующий флотом
- Командующий эскадрой
- Краснофлотец

Н
- Наркомвоенмор
- Начальник дивизии кораблей
- Начморси

П
- Помощник командира корабля
- Помощник командира корабля 1 ранга
- Помощник командира корабля 2 ранга
- Помощник командира корабля 3 ранга
- Помощник командира корабля 4 ранга
- Помощник командира отделения

С
- Старший боцман
- Старший помощник командира корабля
- Старший помощник командира корабля 1 ранга
- Старший помощник командира корабля 2 ранга
- Старший помощник командира корабля 3 ранга
- Старший помощник командира корабля 4 ранга
- Старшина
- Старшина боевой части

## Категории РККФ 1925–1935
- К-1
- К-2
- К-3
- К-4
- К-5
- К-6
- К-7
- К-8
- К-9
- К-10
- К-11
- К-12
- К-13